# Lauro G. Caloca
Gral. Lauro G. Caloca fue un militar mexicano que participó en la Revolución mexicana. Nació en 1883. Fue asesor de Pánfilo Natera, Francisco Villa y Venustiano Carranza y uno de los más importantes impulsores de la Escuela Rural Mexicana. Fue tres veces Senador de la República y otras dos veces diputado en el Congreso. Fue en tres ocasiones fue gobernador interino del Estado de Zacatecas. Murió en 1955.  ESCRIBIO PARA EL DIARIO EL UNIVERSAL Y LA CADENA DE PERIODICOS GARCIA VALSECA.